# ایتما
ایتما (انگلیسی: Itema) شرکت نساجی ایتالیایی است، که در سال ۲۰۱۲ تأسیس شد.